# Natalija Jakowlewna Turowa
Natalija Jakowlewna Turowa (russisch Наталия Яковлевна Турова; * 19. Juni 1935 in Moskau; † 12. März 2012 ebenda) war eine sowjetische bzw. russische Chemikerin, Physikochemikerin und Hochschullehrerin.

## Leben
Turowas Eltern waren der Bankangestellte Jakow Solomonowitsch Belenki und die Zahnärztin Jewgenija Benediktowna Turowa. In ihrer Vorschulzeit verkehrte Natalija Turowa in einer deutschen Mädchengruppe, wo sie Deutsch lernte und lebenslange Freundinnen fand. Ihre Tante Marija Turowa-Poljak, die damals am Lehrstuhl für Organische Chemie der Chemie-Fakultät (ChF) der Universität Moskau (MGU) in Nikolai Selinskis Laboratorium arbeitete, blieb immer ihr Vorbild.
Nach dem Schulabschluss mit Goldmedaille begann Turowa 1952 das Studium an der MGU in der ChF. Ihre Tante hielt sie davon ab, nach ihrem Beispiel Organische Chemie zu studieren, sodass sie dem Lehrstuhl für Anorganische Chemie zugeteilt wurde und dann in der Gruppe Alexandra Nowossjolowas arbeitete. Mit der Synthese und Untersuchung einiger Beryllium-Alkoholate als Diplomarbeit schloss sie dort das Studium 1957 ab.
Darauf wurde Turowa dem Kurnakow-Institut für Allgemeine und Anorganische Chemie (IONCh) der Akademie der Wissenschaften der UdSSR zugeteilt, wo sie zunächst als Oberlaborantin und dann als wissenschaftliche Mitarbeiterin arbeitete. Sie besuchte 1961 die Volksrepublik Bulgarien und die Volksrepublik Rumänien und 1963 die Volksrepublik Polen und die Tschechoslowakische Sozialistische Republik.
1967 wurde Turowa in Nowossjolowas Laboratorium in der ChF der MGU abkommandiert. Dort hatte sie ihre Dissertation über Synthese und physikalisch-chemische Untersuchungen der Beryllium-Halogenid-Ether-Verbindungen angefertigt und 1962 mit Erfolg für die Promotion zur Kandidatin der chemischen Wissenschaften verteidigt. 1969 wurde sie zur wissenschaftlichen Obermitarbeiterin des Lehrstuhls Nowossjolowas gewählt. Sie führte die Untersuchungen der Alkoholate fort, die wichtig für Anwendungen waren, und baute eine eigene Gruppe auf. Sie kooperierte mit Wissenschaftlern der Universität Pierre und Marie Curie, der Universität Nizza Sophia-Antipolis, der Indiana University Bloomington und mit James F. Scott der University of Colorado Boulder. Auch hielt sie Spezialvorlesungen am Lehrstuhl für Anorganische Chemie.
Ihre Sommer verbrachte Turowa in der Datsche ihrer Tante Sara Benediktowna Turowa in Schtschelykowo in der Oblast Kostroma. Dort wollte sie nach ihrer Pensionierung ihre unveröffentlichten Untersuchungsergebnisse aufarbeiten. Sie starb am 12. März 2012 infolge eines Brandes in ihrer Moskauer Wohnung.

## Ehrungen, Preise
- Verdiente Wissenschaftliche Mitarbeiterin der MGU (1999)[1]